# (21029) Adorno
Pour les articles homonymes, voir Adorno.
(21029) Adorno est un astéroïde de la ceinture principale.

## Description
(21029) Adorno est un astéroïde de la ceinture principale. Il fut découvert le 7 octobre 1989 à La Silla par Eric Walter Elst. Il présente une orbite caractérisée par un demi-grand axe de 2,87 UA, une excentricité de 0,05 et une inclinaison de 3,3° par rapport à l'écliptique.

## Compléments